# Ontherus obliquus
Ontherus obliquus är en skalbaggsart som beskrevs av François Génier 1996. Ontherus obliquus ingår i släktet Ontherus och familjen bladhorningar. Inga underarter finns listade i Catalogue of Life.